# 厳綬
厳 綬（げん じゅ、746年 - 822年）は、唐代の官僚・軍人。本貫は華州華陰県。

## 経歴
殿中侍御史の厳丹の子として生まれた。大暦年間、進士に及第し、地方の使府の補佐官を歴任した。貞元年間、侍御史から宣歙団練副使に転じた。宣歙団練使の劉賛の信任を受け、行政事務の多くについて諮問を受けた。貞元12年（796年）、劉賛が死去すると、厳綬は宣歙の留守の事務を管掌した。府の蔵を傾けるほど朝廷に進献したことから、長安に召し出されて刑部員外郎となった。
河東節度使の李説が病にかかると、事務の多くは緩んだため、行軍司馬の鄭儋が軍政を代行した。貞元16年（800年）、李説が死去すると、鄭儋が河東節度使となり、厳綬が検校司封郎中・河東行軍司馬となった。貞元17年（801年）、鄭儋が死去すると、厳綬は銀青光禄大夫・検校工部尚書・兼太原尹・御史大夫・北都留守・河東節度支度営田観察処置使に進んだ。元和元年（806年）、楊恵琳が夏州で、劉辟が成都で反乱を起こすと、厳綬は上表して出師討伐を願い出た。厳綬は精兵を選抜し、牙将の李光顔兄弟をつけて出征すると、李光顔は戦功を重ねて立てた。成都と夏州の反乱が鎮圧されると、厳綬は検校尚書左僕射を加えられた。ほどなく司空に任じられた。金紫光禄大夫の階位に進み、扶風郡公に封じられた。厳綬は太原に駐屯すること9年。寛容で情深い統治をおこなって、兵士も休息を得られ、境内は良く治まったことで知られた。
元和4年（809年）、厳綬は入朝して尚書右僕射に任じられた。元和6年（811年）、江陵尹・荊南節度使として出向した。鄭国公に進封された。漵州の少数民族の首長の張伯靖が、地方官吏を殺して、辰州・錦州などに拠り、九洞を連ねて自衛した。元和8年（813年）、勅命により厳綬は出兵してこれを討つことになった。厳綬は部将の李忠烈を派遣して文書をもたらして教え諭し、かれらをすべて降伏させた。
元和9年（814年）、呉元済が反乱を起こすと、厳綬は検校司空・襄州刺史・山南東道節度使に任じられ、反乱に対処することになった。ほどなく淮西招撫使を加えられた。厳綬の軍の士気は低く、着任した当日に官庫を開いて兵士に分配せねばならなかった。また厚い賄賂を貴人に送って援軍を招いた。1万あまりの軍勢を率いていたが、城壁を固く守るのみで、年を経ても尺寸の功もなかった。裴度が厳綬には将帥の才がなく、軍事を任せることはできないとたびたび言上しため、厳綬は太子少保に任じられて長安に帰された。ほどなく検校司空となった。長らくを経て、位を太傅に進めた。長慶2年（822年）5月、死去した。享年は77。太保の位を追贈された。

## 伝記資料
- 『旧唐書』巻146 列伝第96
- 『新唐書』巻129 列伝第54